# Одномерное пространство
Одномерное пространство — геометрическая модель материального мира, в которой положение точки возможно охарактеризовать всего одним числом.

## Геометрия одномерного пространства
Единственным политопом, существующим в одномерном пространстве, является отрезок. Гиперсфера в одномерном пространстве — это пара точек, расположенных на расстоянии друг от друга, равном
{\displaystyle L=2r},
где {\displaystyle r} — радиус круга.
Примером системы координат в одномерном пространстве является числовая прямая, на которой располагаются точки и отрезки, имеющие только одну пространственную характеристику — протяжённость, или длину. Одномерным пространством также можно считать угол. Обычную линию, на которой поставлена точка с координатой 0 как точка отсчёта, нельзя считать одномерным пространством, хотя простую линию без каких-либо точек можно считать таковым

Числовая прямая
Угол